# Трг 14. октобар (Ниш)
Трг 14. октобар је један од бројних градских тргова у Нишу. Налази се у градској општини Медијана, у градској четврти Маргер. Северно од трга налази се центар града, северозападно Трг краља Александра Ујединитеља и Трг Павла Стојковића, јужно Хиландарска улица, а источно Саборна црква.

## Положај
Трг четрнаестог октобра је трг са сквером у раскршћу улица Победе, Првог устљанка, Димитрије Туцовића и Пријездине. Историја трга у вези је са портом храма св. Архангела, у народу некада познатијем под називом Мала, или Стара црква, и раскршћа путева који се овде формирало.

## Историја
Око раскршћа налазило се прилично земље у црквеном поседу: осим црквено-обредног на којем ће касније бити изграђена Мала или Саборна црква, ту су са својим плацевима била и два манастирска метоха: Хиландарски и Рилски. У овом крају, осим тога, био је за време Турака сконцентрисан главни део хришћанске вароши. Фокусно место у овом простору припадало је земљи и објектима сакралног значаја. Пред крај турске владавине овај крај је носио назив Варош капија, а у употреби је био и назив Црквена мала. На црквеном земљишту, у дубини дворишта, саграђена је 1819. године. црква без прозора, укопана у земљу, која је више личила раним хришћанским катакомбама него цркви. Пре тога, на овом месту, стајала је нека старија, мала богомоља, која је изгледа изгорела за време ’’чуме’’ 1813. године. Двориште око богомоље, које је захватало данашњи Трг, било је ограђено високом оградом, званом ’’дуваром’’. Укопана црква 1839. године је дограђена (направљен је ходник са стубовима, постављени су мали прозори, саграђени под од цигала и објекат облепљен блатом), а високи зид ( ’’дувар’’) око дворишта је уклоњен. 
Убрзо после ослобођења од Турака, у време просецања и проширивања улица према поставкама Винтеровог ’’Пројекта за регулацију вароши Ниша’’, црквено  двориште пред Малом црквом претворено је у ’’ширину’’, која је добила име Трг Краљице Наталије. Око Трга, са источне и северне стране, стајале су значајне грађевине, као што су Мала и Саборна црква, кућа Кривокапића на спрат (у то време позната као Кривокапски чардак) и у близини Христодулова кућа на спрат, у то време једна од најлепших у Нишу. На затеченом извору, или чесми, у црквеној порти, тргу на његовој северозападној страни, после ослобођења је изграђена чесма од тесаног камена и укусно обликована, која је добила име Чесма краљице Драге ( Краљичина чесма). Ова чесма је остала и служила коришћењу све до 1932. године, када је Трг преуређен и на место чесме постављен је водоскок, а сама чесма постављена на сквер у Улицу првовенчаног краља-данашњег Филипа Кљајића. Око трг са западне и јужне стране, на новој регулационој линији, почеле су се градити мање породичне куће у баштама. Поред њих стајали су објекти Хиландарског и Рилског метоха, са двориштима, ( у првом је за време избеглиштва становао и наш познати научник Јован Цвијић).
Између два светска рата, 1927. године, мали саборни храм је још једном рестауриран, а трг преуређен тако што је на њему постављен троугласти сквер, озелењен младим дрвећем. После отварања пролаза у Пријездину улицу на рачун дворишта великог саборног храма, 1932. године Трг је нешто проширен, сквер заокругљен, у његовом средишту направљен је водоскок, а стара Краљичина чесма измештена на сквер у улици првовенчаног краља. Стари излаз, према Пријездиној улици је добио улогу локалног сокачића између Кривокапског чардака и Драгишине куће ( куће Драгише Цветковића) и био познат као Ђул-Марикино сокаче. Овакав облик Трга пренет је као наслеђе у периоду после Другог светског рата и задржао је исти облик. Мање измене које су извршене у овом периоду јесу те што је уместо водоскока постављен Споменик авијатичарима, 1955. године. Такође, изведено је мање зарубљивање трга насупрот Саборној цркви.
Уочи рата, 1940. године почела је иза малог саборног храма изградња епископског дома на спрат у народном стилу. Пројекат је довршен тек 50-их година. У савезничким бомбардовањима 1944. године, уништени су објекти од велике архитектонске и друштвене вредности: Христодулова и Кривокапићева кућа, хиландарски метох и кафана ’’Маргер’’, а велики саборни храм је био оштећен.
После ослобођења, и то од 1955-1960. године наступиле су око трга приличне архитектонске промене. Најпре је, 1948. године изведена још једна санација малог саборног храма, јер је у поплави био озбиљно оштећен. Околне вишеспратне грађевине, које су једна за другом грађене, обезвредиле су у доброј мери пејзажну и архитектонску вредност трга. Исти, стилиски и амбијентално, нису могли бити пандан историјским и сакралним објектима. Превид се, у каснијој фази, пошто је грешка била уочена, покушао ублажити смицањем и разигравањем објеката на углу пред Саборном црквом, а затим је, независно у односу на историјске и остале садржаје на Тргу, изграђена 1978. године високоспратна стамбена грађевина са поштом у приземљу, на јужној страни трга, чиме је његово архитектонско уобличавање било окончано.
Назви трга указује на 14. октобар, када је ослобођен Ниш у Другом светском рату.

## Споменици
На тргу се налази стара градска чесма, као и споменик палим ваздухопловцима.